# Котроченський палац
44°26′03″ пн. ш. 26°03′42″ сх. д. / 44.434108333333° пн. ш. 26.061669444444° сх. д.
Котроченський палац (рум. Palatul Cotroceni) — палац у Бухаресті, який є резиденцією президента Румунії. Розташований на однойменному пагорбі на Bulevardul Geniului, nr. 1. Побудований у бринков'янському стилі.
У 1679 на території нинішнього палацу за розпорядженням князя Щербана Кантакузіна було збудовано монастир, поряд з яким у 1883—1888 роках було збудовано палац для короля Кароля I французьким архітектором Полем Готтеро. Після падіння монархії в 1949 у будівлі розмістився Палац піонерії, а з 1977 відреставрований і добудований після землетрусу Миколі Владеску будинок за розпорядженням Ніколае Чаушеску служив резиденцією для іноземних високих гостей. У 1985 р. були розібрані залишки монастиря. Після повалення Чаушеску з 1991 рокі будівля стала резиденцією президента. Крім цього, у ньому розташований музей.